# هویت مکان
هویت مکان (به انگلیسی: Place identity) یا هویت مبتنی بر مکان به مجموعه‌ای از ایده‌ها دربارهٔ مکان و هویت در زمینه‌های جغرافیا، برنامه‌ریزی شهری، طراحی شهری، معماری منظر، روان‌شناسی محیطی، انتقاد اقتصادی و جامعه‌شناسی شهری/جامعه‌شناسی بوم‌شناختی اشاره دارد. هویت مکان گاهی با عنوان شخصیت شهری، شخصیت همسایگان یا شخصیت محله نامیده می‌شود. هویت مکان در ۲۵ سال اخیر به یک موضوع مهم در برنامه‌ریزی و طراحی شهری تبدیل شده‌است. هویت مکان به معنا و اهمیت مکان‌ها برای ساکنان و کاربران آن‌ها و اینکه چگونه این معنا به مفهوم‌سازی افراد از خود کمک می‌کند، مربوط می‌شود. هویت مکان همچنین با بافت مدرنیته، تاریخ و سیاست ارتباط دارد. به عبارت دیگر، جبر تاریخی است که رویدادهای تاریخی، فضاهای اجتماعی و گروه‌ها را بر پایهٔ جنسیت، طبقه، قومیت قطع می‌کند. بدین ترتیب، چگونگی تکامل فضاها در طول زمان را با کاوش در ساختارهای اجتماعی در طول زمان و توسعه فضا، مکان و قدرت بررسی می‌کند. برخی استدلال کرده‌اند که هویت مکان، منطقه‌ای برای تغییر اجتماعی تبدیل شده‌است، زیرا به جوامع به حاشیه رانده‌شده  بر روی فضاهای خودشان محوریت می‌دهد. در همین راستا، استدلال می‌شود که هویت مکان برای مداخله در تغییرهای اجتماعی از رویکردی از بالا به پایین با ایجاد فضاهای تفکیک‌شده برای جوامع حاشیه‌نشین استفاده شده‌است.